# Franco Baresi
Franco Baresi (n. 8 mai 1960, Travagliato, Provincia Brescia, Italia) este un fost fotbalist italian și antrenor la echipele de tineret ale AC Milan. Lui Baresi i se spunea „piscinin”, ceea ce în dialectul milanez însemna „cel mic”, el fiind fratele mai mic al legendei lui Internazionale Giuseppe Baresi. Numărul purtat de el la AC Milan, 6, a fost retras de către clubul milanez, ca un gest de omagiere a carierei lui Baresi.

## Cariera
Primul contact cu fotbalul pentru Franco Baresi a fost la vârsta de 15 ani, când a dat probe la Inter Milano, împreună cu fratele său, Giuseppe. Nu a fost acceptat la marea rivală a clubului AC Milan, așa că a ales să joace pentru juniorii rossonerilor. Giuseppe a rămas la Inter, și avea să devină o legendă a acestui club.
La data de 23 aprilie 1978, Franco Baresi debuta în Serie A pentru AC Milan, într-un meci câștigat de formația sa la Verona, scor 2-1. Avea să fie primul meci dintr-o serie de 470 în Serie A. În 1979, avea să devină pentru prima oară Campion al Italiei, după ce a evoluat în 30 de meciuri (toate ale sezonului de Serie A).
La finalul sezonului 1979-1980, deși terminase pe locul trei în campionat, AC Milan a fost retrogradată, împreună cu Lazio Roma, datorită scandalului Totonero, în urma căruia s-a scos la iveală că unele dintre cluburile italiene și unii din jucătorii lor au vândut meciuri. Jucătorii Milanului implicați în scandal fiind Enrico Albertosi, Giorgio Morini și Stefano Chiodi.
După doar un sezon petrecut în Serie B, Milan și Baresi aveau să promoveze, la finele sezonului Milan încheind cu 50 de puncte acumulate și terminând pe prima poziție a clasamentului. Avea să fie însă doar un singur sezon petrecut de Milan în Serie A, formația lui Baresi retrogradând din nou, de data aceasta datorită clasării pe locul 14, la doar un singur punct de salvare. Totuși, Baresi a fost selecționat în lotul Italiei pentru Campionatul Mondial din 1982. Deși nu a evoluat niciun minut, Baresi a devenit Campion Mondial alături de Squadra Azzura. Totuși, el a debutat la echipa națională în același an, într-un meci împotriva României, jucat la Florența, care s-a terminat cu scorul de 0-0.
Sezonul 1982-1983 l-a găsit pe Franco Baresi în liga secundă din Italia. Evoluând în 30 de partide, el a marcat 4 goluri (cele mai multe într-un singur sezon pentru el) și a ajutat AC Milan să încheie pe primul loc în clasament, asigurând astfel promovarea formației sale în Serie A.
Primul trofeu câștigat de Baresi după o lungă perioadă a fost titlul de campion în Italia, al doilea petru el, la finalul sezonului 1987-1988. Ca o consecință a acestui succes, Baresi și AC Milan au evoluat în prima ediție a Supercupei Italiei. Milan a învins cu scorul de 3-1 formația Sampdoria.
Deoarece a câștigat titlul de campioană în Italia, AC Milan a participat în următoarea ediție a Cupei Campionilor Europeni. După ce a trecut de Levski Sofia, Steaua Roșie Belgrad, Werder Bremen și Real Madrid (învingând echipa spaniolă la Milano cu scorul categoric de 5-0), AC Milan a ajuns în finală, unde a întâlnit formația Steaua București. În finală, Franco Baresi a fost căpitanul formației italiene care a învins fără drept de apel formația românească, scor 4-0, iar Baresi își adăuga în palmares al doilea trofeu european, după mai puțin importanta Cupa Mitropa câștigată în 1982, în timp ce evolua în Serie B. Baresi și-a mai adăugat în palmares două trofee importante: Cupa Intercontinentală (după 1-0 cu Atletico National Medellin din Columbia) și Supercupa Europei (după o victorie în dubla manșă cu FC Barcelona).
În 1990, Baresi a fost prezent la Campionatul Mondial de Fotbal din Italia alături de naționala țării gazdă. Devenit un titular indiscutabil în apărarea Squadrei Azzura, Baresi a ajuns cu naționala țării sale până în semifinale, când Italia a fost eliminată dramatic de către Argentina, după o serie de penalty-uri în care s-a remarcat portarul Goycochea. Până la urmă, Italia a reușit să obțină locul 3, în urma unei victorii în fața Angliei aduse de un gol venit în minutul 86 din partea lui Salvatore Schillaci. Tot în 1990, Baresi a reușit din nou să câștige tripla Cupa Campionilor Europeni - Supercupa Europei - Cupa Intercontinentală. În finala Cupei Campionilor Europeni, cu Baresi titular, Milan a trecut de Benfica Lisabona cu scorul de 1-0. În finala Cupei Intercontinentale, victima Milanului a fost Olimpia Asuncion (Paraguay), italienii trecând de sud-americani cu scorul de 3-0, iar Supercupa Europei a fost adjudecată de rossoneri după o victorie împotriva conaționalilor de la Sampdoria.
În 1992, după un sezon în care a evoluat în 33 de meciuri pentru AC Milan, Baresi a reușit să câștige din nou titlul după o pauză de câțiva ani. După câteva luni de la acest succes, a reușit să își adjudece și cea de-a doua Supercupă a Italiei.
În 1994, la Campionatul Mondial de Fotbal din Statele Unite, Italia a ajuns până în finală. Deși nu a jucat în aproape tot turneul, datorită unei accidentări suferite în meciul din grupe cu Norvegia, Baresi a fost căpitanul Italiei în finală. Din păcate pentru el, a ratat primul penalty al loteriei de lovituri de departajare survenite în urma păstrării scorului alb pe tabelă timp de 120 de minute. Italia avea să piardă astfel titlul mondial. Tot în 1994, Baresi a reușit să mai câștige o dată Liga Campionilor, după ce Milan a trecut în finală, scor 4-0, de FC Barcelona: Baresi, ca și Costacurta, nu au evoluat în finală, din cauza unei suspendări.
La finalul sezonului 1996-1997, Franco Baresi a anunțat că se va retrage din fotbal. Patronul Silvio Berlusconi, foarte mâhnit de această veste, a decis să se retragă și el, însă s-a răzgândit. A „chiulit” însă din Parlamentul Italiei pentru a vedea meciul de retragere a lui Baresi, în care, în fața a 50.000 de oameni, Franco a reușit să marcheze ultimul gol al primei reprize.
În total, Baresi a evoluat în 716 meciuri oficiale pentru Milan: 470 în Serie A, 61 în Serie B, 91 în Coppa Italia, 50 în Cupa Campionilor Europeni, 19 în Cupa UEFA și alte câteva în alte competiții. A marcat 12 goluri pentru Milan în Serie A.

## Statistici

### Club
| Club          | Sezon         | Campionat | Campionat | Cupă    | Cupă   | Europa  | Europa | Altele  | Altele | Total   | Total  |
| Club          | Sezon         | Meciuri   | Goluri    | Meciuri | Goluri | Meciuri | Goluri | Meciuri | Goluri | Meciuri | Goluri |
| ------------- | ------------- | --------- | --------- | ------- | ------ | ------- | ------ | ------- | ------ | ------- | ------ |
| Milan         | 1977–78       | 1         | 0         | 2       | 0      | -       | -      | -       | -      | 3       | 0      |
| Milan         | 1978–79       | 30        | 0         | 4       | 0      | 6       | 0      | -       | -      | 40      | 0      |
| Milan         | 1979–80       | 28        | 0         | 6       | 0      | 1       | 0      | -       | -      | 35      | 0      |
| Milan         | 1980–81       | 31        | 0         | 4       | 1      | 0       | 0      | -       | -      | 35      | 1      |
| Milan         | 1981–82       | 18        | 2         | 4       | 0      | -       | -      | 3       | 2      | 25      | 4      |
| Milan         | 1982–83       | 30        | 4         | 9       | 2      | -       | -      | -       | -      | 39      | 6      |
| Milan         | 1983–84       | 21        | 3         | 9       | 2      | -       | -      | -       | -      | 30      | 5      |
| Milan         | 1984–85       | 26        | 0         | 10      | 0      | -       | -      | -       | -      | 36      | 0      |
| Milan         | 1985–86       | 20        | 0         | 4       | 0      | 3       | 0      | 3       | 0      | 30      | 0      |
| Milan         | 1986–87       | 29        | 2         | 6       | 3      | -       | -      | -       | -      | 35      | 5      |
| Milan         | 1987–88       | 27        | 1         | 6       | 0      | 3       | 0      | -       | -      | 36      | 1      |
| Milan         | 1988–89       | 33        | 2         | 8       | 2      | 8       | 0      | 1       | 0      | 50      | 4      |
| Milan         | 1989–90       | 30        | 1         | 7       | 4      | 8       | 0      | 1       | 0      | 46      | 5      |
| Milan         | 1990–91       | 31        | 0         | 1       | 0      | 5       | 0      | 1       | 0      | 38      | 0      |
| Milan         | 1991–92       | 33        | 0         | 6       | 1      | -       | -      | -       | -      | 39      | 1      |
| Milan         | 1992–93       | 29        | 0         | 7       | 0      | 8       | 0      | 1       | 0      | 45      | 0      |
| Milan         | 1993–94       | 31        | 0         | -       | -      | 11      | 0      | 2       | 0      | 44      | 0      |
| Milan         | 1994–95       | 28        | 0         | -       | -      | 13      | 0      | 2       | 0      | 43      | 0      |
| Milan         | 1995–96       | 30        | 1         | 3       | 0      | 7       | 0      | -       | -      | 40      | 1      |
| Milan         | 1996–97       | 26        | 0         | 1       | 0      | 2       | 0      | 1       | 0      | 30      | 1      |
| Total carieră | Total carieră | 532       | 16        | 97      | 15     | 75      | 0      | 15      | 2      | 719     | 33     |